# 일렉트로닉 (밴드)
일렉트로닉(Electronic)은 잉글랜드의 얼터너티브 댄스 밴드이다.